# Geodia ataxastra
Espèce
Geodia ataxastra est une espèce d'éponges de la famille des Geodiidae présente dans l'océan Pacifique près des côtes du Panama et de la Colombie.

## Taxonomie
L'espèce est décrite par Robert Lendlmayr von Lendenfeld en 1910.
Synonymes
Geodia ataxastra possédait deux variétés désormais considérées comme synonymes :
- Geodia ataxastra var. angustana Lendenfeld, 1910
- Geodia ataxastra var. latana Lendenfeld, 1910